# Aldealafuente
Aldealafuente é um município da Espanha na província de Sória, comunidade autónoma de Castela e Leão, de área 45,77 km² com população de 129 habitantes (2004) e densidade populacional de 2,82 hab/km².

## Demografia
| Variação demográfica do município entre 1991 e 2004 | Variação demográfica do município entre 1991 e 2004 | Variação demográfica do município entre 1991 e 2004 | Variação demográfica do município entre 1991 e 2004 |
| --------------------------------------------------- | --------------------------------------------------- | --------------------------------------------------- | --------------------------------------------------- |
| 1991                                                | 1996                                                | 2001                                                | 2004                                                |
| 170                                                 | 170                                                 | 142                                                 | 129                                                 |